# 尤塔·乌尔皮莱宁
尤塔·葆莉娜·烏爾皮萊寧（芬蘭語：Jutta Pauliina Urpilainen，1975年8月4日—），芬兰从政人物。她时芬兰社会民主党首位女性主席（任期为2008-2014年）。2011-2014年间卡泰宁内阁的财政部长。自2019年12月1日起，她在欧盟冯德莱恩委员会中担任负责国际合作的委员。

## 政治生涯
烏爾皮萊寧出生于南博滕區的拉普阿市镇，就读于于韦斯屈莱大学，2002年获得教育硕士学位。之后当教师一直到选为议员。2001年起她是科科拉市镇议会成员。2003年起她是芬兰议会瓦萨选区议员，并担任议会教育和文化委员会、财政委员会成员。也是芬兰国际事务研究所顾问委员会成员。
2008年6月，乌尔皮莱宁在第二轮党内选举中以219对132票击败前外长埃尔基·图奥米奥亚当选芬兰社会民主党(SDP)主席。2011年芬兰议会选举中，社会民主党成为第二大党，与民族联合党联合组阁，烏爾皮萊寧出任财政部长。同时她也成为芬兰首位女性财政部长。
2014年春季社民党大会的主席竞选中，她以243对257的票数输给安蒂·林内。2015年芬兰议会选举中她继续当选为议员。

### 歐盟專員
在2019年12月1日，乌尔皮莱宁担任冯德莱恩委员会的歐盟委員會專員，负责国际伙伴关系领域。
2023年，联合国秘书长安东尼奥·古特雷斯任命乌尔皮莱宁为擴大營運（英語：Scaling Up Nutrition，简称SUN）运动中领导小组的22名成员之一。自2023年以来，她还担任联合国教育界高级别小组的成员，该小组由克爾斯季·卡柳萊德和韋寶菈共同担任联合主席。
2023年8月16日，社会民主党主席桑娜·马林邀请乌尔皮莱宁作为该党候选人参加2024年芬兰总统选举。乌尔皮莱宁承诺将在2023年11月之前宣布她的决定。

## 个人生活
乌尔皮莱宁父亲是前芬兰议员卡里·乌尔皮莱宁。她在2006年于在芬兰外交部工作的Juha Mustonen结婚。在2016年3月他们收养了一个来自哥伦比亚一岁左右的男孩，同时她请假至年底退出议会工作来在家照顾小孩。
2002年，她為自己錄製的张圣诞节颂歌CD。